# بتا گلوبولین

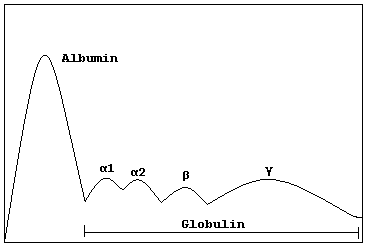
Schematic representation of a protein electrophoresis gel

بتا گلوبولین (انگلیسی: Beta globulins) گروهی از پروتئین‌های گلوبولین (پروتئینهای کروی شکل) هستند.
بتا گلوبولین‌ها مانند پلاسمینوژن، ترانسفرین، بتا دو میکروگلوبولین، آنژیواستاتین و هموپکسین می‌باشند.